# Bukit Alur Gajah
Bukit Alur Gajah är ett berg i Indonesien.   Det ligger i provinsen Aceh, i den västra delen av landet, 1 500 km nordväst om huvudstaden Jakarta. Toppen på Bukit Alur Gajah är 625 meter över havet, eller 425 meter över den omgivande terrängen. Bredden vid basen är 8,7 km.
Terrängen runt Bukit Alur Gajah är varierad.Runt Bukit Alur Gajah är det ganska glesbefolkat, med 45 invånare per kvadratkilometer. I omgivningarna runt Bukit Alur Gajah växer i huvudsak städsegrön lövskog.